# Brighton Rock (film, 2011)
Pour les articles homonymes, voir Brighton Rock (homonymie).
Pour plus de détails, voir Fiche technique et Distribution.
Brighton Rock est un film britannique réalisé par Rowan Joffé et sorti au cinéma en 2011.

## Synopsis
Brighton, 1964. Pinkie Brown, un exécuteur sociopathe, tourmenté, violent et déjà doté d'un égo surdimensionné, assassine Fred Hale, qui avait tué le chef de gang Kit. Il se positionne en tant que leader. Brown se lie d'amitié avec Rose, une serveuse profondément naïve qui a été témoin de l'activité du gang, pour garder un œil sur elle. Elle tombe amoureuse de lui. Pour éviter qu'elle ne soit contrainte de témoigner contre lui, il l'épouse. Ida, l'employeur de Rose et une amie de Hale, prend sous son aile Rose afin de la sauver du monstre qu'elle a épousé.

## Fiche technique
- Titre : Brighton Rock
- Réalisation : Rowan Joffé
- Scénario : Rowan Joffé, d'après le roman Rocher de Brighton de Graham Greene
- Production : Paul Webster
- Photo : John Mathieson
- Montage : Joe Walker
- Pays :  Royaume-Uni,  France
- Langue : anglais
- Date de sortie :
  -  Royaume-Uni : 4 février 2011
  -  France : 22 juin 2011

## Distribution
- Sam Riley (VF : Thomas Roditi) : Pinkie Brown
- Andrea Riseborough (VF : Daniela Labbé Cabrera) : Rose
- Helen Mirren (VF : Évelyn Séléna) : Ida
- John Hurt (VF : Bernard Tiphaine) : Phil Corkery
- Philip Davis (VF : Daniel Gall) : Spicer
- Nonso Anozie (VF : Mohad Sanou) : Dallow
- Craig Parkinson (VF : Alexandre Cross) : Cubitt
- Andy Serkis (VF : Jean Barney) : Colleoni
- Sean Harris (VF : Fabrice Josso) : Hale
- Geoff Bell (VF : Gérard Abela) : Kite
- Steven Robertson (VF : Tristan Petitgirard) : Crab
- Maurice Roëves (VF : François Siener) : l'inspecteur-chef
- Steve Evets (VF : Sylvain Clément) : Mr Wilson

## Autour du film
- Le roman Brighton Rock de Graham Greene avait déjà été adapté au cinéma dans Le Gang des tueurs (Brighton Rock), film britannique réalisé par John Boulting et sorti en 1947, avec Richard Attenborough et Carol Marsh.